# Det stjaalne Navn
Det stjaalne Navn er en dansk stumfilm fra 1916, der er instrueret af Alexander Christian.

## Handling
Denne artikel mangler et handlingsreferat. Hjælp os med at skrive det.

## Medvirkende
- Philip Bech - Lord Chester til Chester-Court
- Hugo Bruun - Fred Burnett, lord Chesters søn
- Knud Rassow - Henry Milton, formand i et stenbrud
- Alma Hinding - Mrs. Milton
- Gyda Aller - Lady Mabel Hamilton